# Tandur
Tandur ist eine Stadt im indischen Bundesstaat Telangana.
Die Stadt ist Teil des Distrikts Vikarabad. Tandur hat den Status einer Municipality. Die Stadt ist in 8 Wards gegliedert. Sie hatte am Stichtag der Volkszählung 2011 65.115 Einwohner, von denen 32.595 Männer und 32.520 Frauen waren. Die Alphabetisierungsrate lag 2011 bei 75,9 % und damit unter dem nationalen Durchschnitt für Städte. Hindus bilden mit einem Anteil von ca. 60 % die Mehrheit der Bevölkerung in der Stadt. Muslime bilden mit einem Anteil von ca. 37 % eine Minderheit.